# Bezpečnostní strategie České republiky
Bezpečnostní strategie České republiky je dokument pravidelně aktualizovaný Ministerstvem zahraničních věcí a schvalovaný Vládou ČR. Dokument je veřejně dostupný, poslední verze byla schválena vládou 28. června 2023. Reaguje na válku Ruska proti Ukrajině a označuje Rusko za zásadní hrozbu pro bezpečnost. Mezi hlavní sdělení Bezpečnostní strategie ČR patří, že ČR není v bezpečí, zejména kvůli výrazně zhoršenému mezinárodnímu prostředí a že do své bezpečnosti musí všestranně investovat. Strategie počítá s dobrou připraveností ČR na možnost, že se stane součástí ozbrojeného konfliktu. Zdůrazňuje, že kriticky význam má pro ČR členství v NATO a EU. 

## Historie
prosinec 2003Bezpečnostní strategie, úvodní slovo předsedy vlády (Vladimír Špidla), třetí Bezpečnostní strategie od vzniku samostatné ČR.
září 2011Bezpečnostní strategie, úvodní slovo předsedy vlády (Petr Nečas). Předchozí strategie byla zpracována v roce 2003.
únor 2015Bezpečnostní strategie, úvodní slovo předsedy vlády (Bohuslav Sobotka)
červen 2023
Bezpečnostní strategie, úvodní slovo předsedy vlády (Petr Fiala)